# Болкау (Мисури)
Болкау (енгл. Bolckow) град је у америчкој савезној држави Мисури.

## Демографија
По попису из 2010. године број становника је 187, што је 47 (-20,1%) становника мање него 2000. године.
| Група             | 2000.       | 2010.       |
| Белци             | 233 (99,6%) | 183 (97,9%) |
| Афроамериканци    | 0 (0,0%)    | 0 (0,0%)    |
| Азијати           | 0 (0,0%)    | 1 (0,5%)    |
| Хиспаноамериканци | 0 (0,0%)    | 1 (0,5%)    |
| Укупно            | 234         | 187         |